# Александр Біберштайн
Александр Біберштайн (пол. Aleksander Bieberstein; 1 липня 1889, Тернопіль — 4 вересня 1979, Ізраїль) — польський лікар.

## Біографія
Александр Біберштайн народився 1 липня 1889 року в Тернополі, Україна. Біберштайн, брат громадського діяча Марка Біберштайна, вивчав медицину у Віденському університеті і служив військовим лікарем в Австро-угорській армії.
Після створення краківського гето він був призначений директором лікарні гето. Після ліквідації гето він був відправлений разом з іншими євреями в табір Плашув. Коли табір Плашув був евакуйований, всі 20 000 ув'язнених були відправлені в табори смерті, але Оскару Шиндлеру вдалося змінити мету переведення кількох сотень з них в табір Брінліц, де він відкрив фабрику.
Біберштайн був серед євреїв, переведених в табір Брінліц. Брінліц за допомогою Шиндлера створив інститут дезінфекції та лікування інфекційних захворювань, які спалахнули в таборі.
Після війни доктор Біберштайн залишився в Польщі і просунувся в польській системі охорони здоров'я, поки не став заступником міністра охорони здоров'я. Він емігрував до Ізраїлю в 1957 році. В Ізраїлі він працював терапевтом у Каркурі та Гіватаїмі до виходу на пенсію. Оскар Шиндлер був визнаний Праведником серед народів.
Його син, доктор Едвін Опочинський (Біберштайн), також був лікарем, який вижив у таборі Аушвіц.
Александр Біберштайн помер 4 вересня 1979 року в Ізраїлі. 